# Jean Makoun
Jean II Makoun (Yaoundé, 29. svibnja 1983.) bivši je kamerunski nogometaš koji je igrao na poziciji veznog.